# Sophie Zénon
Sophie Zénon est une artiste photographe française, née en 1965 au Petit-Quevilly (Seine-Maritime, Normandie).

## Biographie et pratique artistique
Les questions de la mémoire et de l’oubli, de la beauté et de l’effroi, de la perte et de l’absence, mais aussi de l’ici et du maintenant constituent un fil conducteur du travail de Sophie Zénon,,,.
Elle aborde le passé dans sa dimension de présent et le vivant dans sa capacité de résilience. Image-palimpseste, empreinte, réactivation d’archives mais aussi technique du geste et matérialité font partie de son vocabulaire plastique.
Ses créations artistiques, conçues par cycles successifs, se déclinent sous la forme de séries photographiques, de livres d’artiste, d’éditions, de vidéos, d’installations.

### Formation
Sophie Zénon est historienne et ethnologue de formation. Elle a suivi des études d'histoire contemporaine à l'Université de Rouen  et a mené des recherches sur Les attitudes des Normands face à la mort aux XIXe et XXe siècles. Elle a étendu son champ de recherche en ethnologie à l'École pratique des hautes études (EPHE) de Paris au chamanisme en Mongolie et en Sibérie extrême orientale sous la direction de l'anthropologue Roberte Hamayon.

### Premiers travaux (1996-2005)
À la fin des années 1990, Sophie Zénon se fait d'abord connaitre pour ses photographies en Mongolie, Haïkus mongols (1996-2004), en Sibérie extrême-orientale, Suite sibérienne (2000-2001) et au Cambodge, Roads Over Troubled Waters (2005).
Haïkus mongols met en image le monde de la steppe. Il est récompensé par le Prix Kodak de la Critique en 1999 et fait l'objet d'une publication en 2005, Mongolie, l'esprit du vent, (éditions Bleu de Chine / Benteli Verlag) avec un texte de Galsan Tschinag. Cette série est exposée au Centre atlantique de la photographie de Brest en 2003, au Musée des arts asiatiques de Nice en 2009, au Musée départemental Albert-Kahn en 2012, à la Conciergerie en 2004 et entre dans la collection photographique des Galeries FNAC / Musée Nicéphore-Niépce.
Publication en 2010 du livre d'artiste Roads Over Troubled Waters (éditions Schilt Publishing) avec des textes de Suzanne Meyers et de Laura Serani, acquis par la Bibliothèque du livre d’artiste Kandinsky / Centre Pompidou Beaubourg et la bibliothèque du livre d’artiste du Rijksmuseum.

### In Case We Die(2008-2011)
Dans les années 2008-2011, elle réalise plusieurs travaux en relation avec les questions de la représentation du corps après la mort, un cycle en quatre volets intitulé In Case We Die. In Case We Die prend sa source dans une tradition à la fois picturale, celle de la peinture chrétienne, et photographique, celle de la photographie post-mortem.
La série la plus emblématique de ce cycle, Les Momies de Palerme,,, a été réalisée au sein des catacombes des Capucins. Elle est exposée à la galerie ALB-Antoine Broccardo à Paris en 2009, à la Fondation Pierre Bergé – Yves Saint Laurent en 2010 dans l'exposition Vanité. Mort que me veux-tu ?, à la galerie Thessa Herold et au Salon Paris-Photo en 2012. Les Momies de Palerme entrent dans collections permanentes de la Maison européenne de la photographie en 2010 et au Musée français de la photographie en 2012. Publication d'un catalogue par la galerie Thessa Herold, Des cadavres exquis, avec un texte d'Antonio Bonet Correa (es).
In Case We Die s’étoffe en 2010 d’un deuxième volet à Naples, sur les squelettes peints à fresque des catacombes de San Gaudioso et au cimetière Fontanelle. Un travail au sein de plusieurs funerarium en 2011 termine le cycle.
In Case We Die est exposé dans son intégralité en 2011 à la Fondation Fernet-Branca,. Publication d'un catalogue In Case We Die (éditions de Saint-Louis / Fondation Fernet Branca) avec un texte de Bogdan Konopka.

### Arborescences(2010-2017)
À partir de 2010, elle commence un nouveau cycle Arborescences, un essai sur les questions du deuil, de l'exil et de la mémoire familiale. L'approche documentaire se nourrit d’une mise en fiction qui mélange archives et prises de vues in situ pour une approche plurielle des lieux. Abordant la question du paysage, Sophie Zénon souligne les liens unissant territoire, mémoire et construction de soi.
Le premier volet L'Homme-Paysage (Alexandre) invite à une relecture de la notion d’héritage intégrant l’homme au paysage mais aussi le paysage à l'homme. En quête de ses racines, elle cherche dans ses installations à retracer une histoire de l’immigration qui a nourri et enrichi l’identité française autour de l’effigie de son père, arrivé dans les Vosges dans l'entre-deux guerres. L'Homme-Paysage (Alexandre) est présenté en 2017 dans l'exposition collective Paysages français. Une aventure photographique à Bibliothèque Nationale de France qui en fait l'acquisition pour ses collections permanentes.
En 2015, le Prix Résidence pour la photographie de la Fondation des Treilles lui permet de continuer ses travaux en Italie dans les rizières de la plaine du Pô où, à travers l'évocation de la jeunesse de sa grand-mère italienne, elle revisite la figure de la mondina. Dans le miroir des rizières (Maria) est exposé à la galerie Thessa Herold en 2017 et au Salon Paris-Photo lors d'un solo show la même année. Publication d'un catalogue Dans le miroir des rizières par la galerie Thessa Herold en 2017 avec une préface de Laura Serani. Il reçoit en 2019 le Prix Eurazeo,.
Enfance (2017) clôt le cycle familial par une mise en scène de la photographe dans la maison de son enfance et de son adolescence en Normandie.

### Rémanences(depuis 2017)
Ses plus récents travaux aborde la mémoire des paysages et notamment des paysages de guerre sous l'angle du végétal (cycle Rémanences). Sophie Zénon conçoit le paysage comme un lieu d’expérience et de méditation. Le végétal y est présent, tour à tour supplicié, marqueur de l’histoire et de ses traces, fragile mais toujours nourricier et renaissant.
Son livre d'artiste Verdun, ses ruines glorieuses (2013) s'inspire de l'iconographie des gueules cassées. Il fait dialoguer des visages de soldats allemands et français de la Première Guerre mondiale issus de cartes postales avec des gravures et des textes extraits de La Bataille d'Occident d'Éric Vuillard.
Pour vivre ici (2017,,) s'intéresse au Hartmannswillerkopf (HWK) site vosgien de la première guerre mondiale sous l'angle de sa forêt reconstituée. Publication d'un livre Pour vivre ici aux éditions Loco en 2019 et en 2002 d'un livre d'artiste Les Dormeurs de la forêt accompagné d'un texte de l'écrivaine Paola Pigani et d'une gravure de Bernard Alligand (éditions d'art FMA).
Frondaisons (2019,,) aborde la mémoire du maquis de Plésidy Saint-Connan en Argoat. Exposition au Musée de la Résistance en Argoat en 2019.
En 2019, l'exposition organisée au centre photographique L'Imagerie à Lannion Ce que murmurent les fantômes met pour la première fois en relation des séries d'images et vidéos réalisées pendant une vingtaine d'années.
De 2020 à 2023, L'herbe aux yeux est une recherche sur les plantes obsidionales en territoire lorrain, réalisée en collaboration avec le botaniste nancéien François Vernier. Exposition à La Chambre à Strasbourg en 2023,,